# Joule trên mol
Joule trên mol (ký hiệu: J·mol-1 hoặc J/mol) là một đơn vị năng lượng trên một lượng chất trong Hệ đo lường quốc tế (SI), trong đó năng lượng được đo bằng joule và lượng chất đó được đo bằng mol.
Nó cũng là một đơn vị dẫn xuất SI của năng lượng nhiệt động mol được định nghĩa là năng lượng bằng một joule trong một mol chất. Ví dụ, năng lượng Gibbs của một hợp chất trong lĩnh vực nhiệt hóa học thường được định lượng bằng đơn vị kilojoule trên mol (ký hiệu: kJ·mol−1 hoặc kJ/mol), với 1 kilojoule = 1000 joule.
Các đại lượng vật lý được đo bằng J·mol−1 thường mô tả lượng năng lượng được truyền trong quá trình chuyển pha hoặc phản ứng hóa học. Phân chia theo số mol tạo điều kiện so sánh giữa các quy trình liên quan đến số lượng vật liệu khác nhau và giữa các quy trình tương tự liên quan đến các loại vật liệu khác nhau. Ý nghĩa chính xác của một đại lượng như vậy phụ thuộc vào ngữ cảnh (những chất có liên quan, hoàn cảnh,...), nhưng đơn vị đo lường được sử dụng cụ thể để mô tả một số hiện tượng hiện có, chẳng hạn như trong nhiệt động lực học, đơn vị đo lường mô tả năng lượng mol.
Vì 1 mol = 6,02214076 × 1023 hạt (nguyên tử, phân tử, ion,...), 1 joule trên mol bằng 1 joule chia cho 6,02214076×1023 hạt, gần bằng 1,660539 × 10−24 joule mỗi hạt. Lượng năng lượng rất nhỏ này thường được biểu thị dưới dạng một đơn vị, thậm chí còn nhỏ hơn, chẳng hạn như kJ·mol−1, do thứ tự độ lớn điển hình cho sự thay đổi năng lượng trong các quá trình hóa học. Ví dụ, nhiệt nóng chảy và nhiệt bay hơi thường ở mức 10 kJ·mol−1, năng lượng liên kết ở mức 100 kJ·mol−1 và năng lượng ion hóa ở mức 1000 kJ·mol−1. Vì lý do này, trong lĩnh vực hóa học, người ta thường định lượng enthalpy tiêu chuẩn của phản ứng theo đơn vị kJ·mol−1.
Các đơn vị khác đôi khi được sử dụng để mô tả năng lượng phản ứng là kilocalorie trên mol (kcal·mol−1), electronvolt trên mỗi hạt (eV) và số sóng tính bằng centimet nghịch đảo (cm−1). 1 kJ·mol−1 xấp xỉ bằng 1,04x10−2 eV mỗi hạt, 0,239 kcal·mol-1 , hay 83,6 cm−1. Ở nhiệt độ phòng (25 °C, hay 298,15 K), 1 kJ·mol−1 xấp xỉ bằng 0,4034 {\displaystyle k_{B}T}.